# シティ・オブ・ノーウッド・ペインハム・アンド・セントピーターズ
ノーウッド・ペイネハム・アンド・セント・ピーターズ市は、南オーストラリア州のアデレード大都市圏の地方自治体である。アデレードの東部郊外にある。大都市圏内では豊かな歴史・文化を有する地域である。
2016年の人口統計によると、市内におよそ35000人が住んでいる。

## 歴史
1997年11月1日、ケンジントン・アンド・ノーウッド市、ペインハム市、セントピーターズ町が合併して設立された。